# Non importa di noi
Non importa di noi è un singolo del gruppo musicale italiano Dear Jack, pubblicato il 19 giugno 2015 come terzo estratto dal secondo album in studio Domani è un altro film (seconda parte).
Si tratta dell'ultimo singolo pubblicato dal gruppo insieme al cantante Alessio Bernabei, che ha lasciato i Dear Jack il 23 settembre 2015 per avviare la carriera da solista, facendo successivamente ritorno nel 2022.